# Leonard Skierski

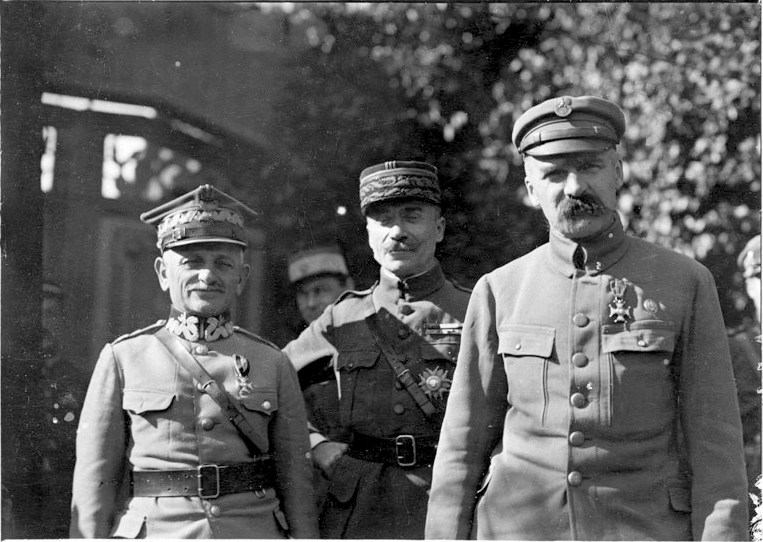
Gen. Leonard Skierski, gen. Paul Henrys i marszałek Józef Piłsudski, sierpień 1920

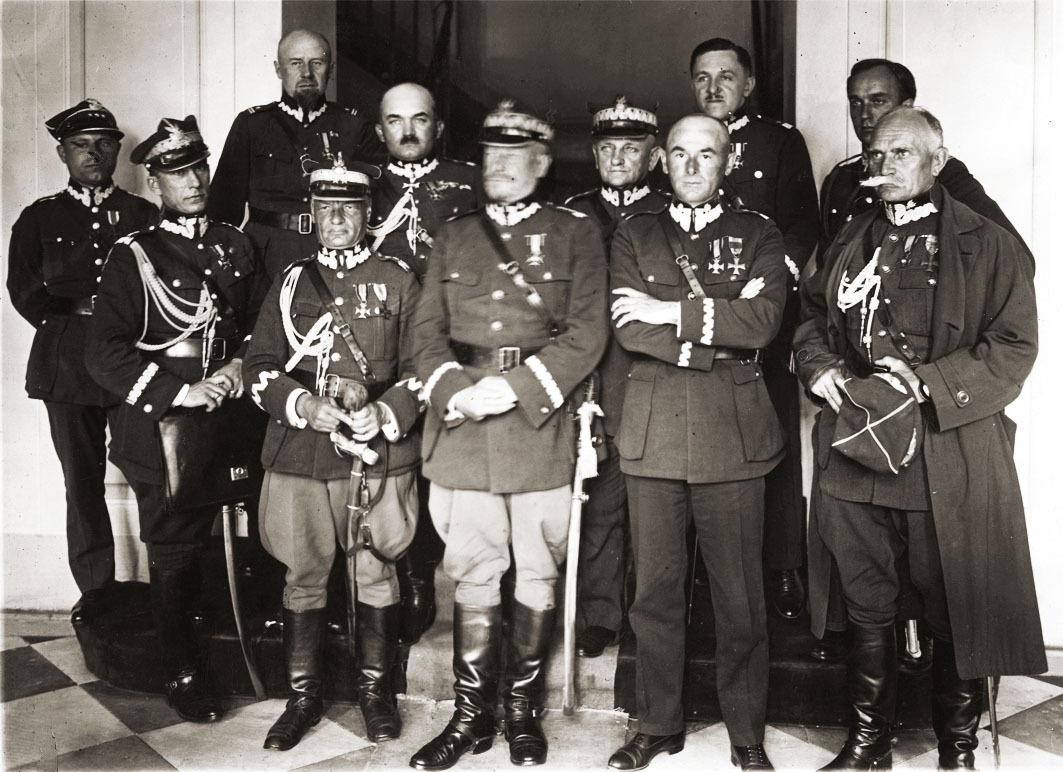
Konferencja inspektorów armii w Warszawie, początek 1926. Pierwszy rząd od lewej: gen. Mieczysław Norwid-Neugebauer, gen. Jan Romer, gen. Lucjan Żeligowski, gen. Edward Śmigły-Rydz, gen. Aleksander Osiński. Drugi rząd od lewej: NN, mjr Aleksander Prystor, gen. Józef Rybak, gen. Leonard Skierski, gen. Tadeusz Piskor, płk Tadeusz Kasprzycki

Leonard Kazimierz Skierski (ur. 26 kwietnia 1866 w Stopnicy, zm. wiosną 1940 w Charkowie) – generał-major Armii Imperium Rosyjskiego i generał dywizji Wojska Polskiego, ofiara zbrodni katyńskiej.

## Życiorys
Leonard Kazimierz Skierski urodził się 26 kwietnia 1866 w Stopnicy w starej rodzinie szlacheckiej herbu Puchała wyznania kalwińskiego (ewangelicko-reformowanego). Był synem Henryka Skierskiego i Heleny z Hassmanów. Jego młodszy brat Stefan Skierski (1873–1948) był pastorem i wieloletnim superintendentem (biskupem) Kościoła Ewangelicko-Reformowanego.
Uczył się w Męskim Gimnazjum Rządowym w Kielcach. W związku z wyznaniem ewangelickim, nie dotyczyło go ograniczenie imperatorskie o ograniczeniu służby w armii carskiej Polaków wyznania katolickiego, wstąpił ochotniczo do wojska. Ukończył Woroneski Korpus Kadetów i Michajłowską Szkołę Artylerii w Petersburgu w 1887. Mianowany do stopnia oficerskiego w 1888 w 3 Brygadzie Artylerii Gwardii. W 1906 awansował na pułkownika artylerii.
W początkach I wojny światowej dowodził II dywizjonem 3 Brygady Artylerii Gwardii. 11 lutego 1915 został awansowany na generała majora ze starszeństwem z dniem 29 września 1914. Od 10 marca 1915 dowodził VII Brygadą Artylerii. Następnie był szefem sztabu XXI Korpusu Armijnego. 28 kwietnia 1917 został inspektorem artylerii V Korpusu Armijnego. Po wybuchu rewolucji lutowej 1917 zorganizował w 5 Korpusie Stowarzyszenie Żołnierzy Polaków, z zamiarem tworzenia IV Korpusu Polskiego w Rosji. Był aresztowany przez bolszewików, ale udało mu się zbiec na Ukrainę, gdzie wstąpił do II Korpusu Polskiego w Rosji generała Eugeniusza de Henning-Michaelisa. Po rozbrojeniu Korpusu przez wojska austro-węgierskie, Skierski uniknął aresztu i walczył w oddziałach „białych”.

### Służba w Wojsku Polskim
15 maja 1919 został mianowany dowódcą 7 Dywizji Piechoty, a 20 maja 1919 został oficjalnie przyjęty do Wojska Polskiego z zatwierdzeniem posiadanego stopnia generała podporucznika i starszeństwa z dniem 29 września 1914 roku. 25 lipca 1919 został zwolniony z czynnej służby i zaliczony do I Rezerwy. 26 sierpnia 1919 został ponownie powołany do czynnej służby w Wojsku Polskim i przydzielony do armii generała Hallera. Absolwent IV kursu w Centrum Studiów Artyleryjskich w Warszawie.
W 1920, w czasie wojny polsko-bolszewickiej, w trakcie działań pościgowych, rozpoczętych pod stolicą po Bitwie Warszawskiej, dowodził 4 Armią. Kierowany przez niego związek operacyjny i 2 Armia gen. Edwarda Rydza-Śmigłego, 25 września zdobyły Grodno i rozbiły siły bolszewickie w jego rejonie. Przypieczętowało to sukces operacji niemeńskiej.
20 września 1920 został zatwierdzony z dniem 1 kwietnia 1920 w stopniu generała podporucznika, „w artylerii z grupy b. Korpusów Wschodnich i b. armii rosyjskiej”.
28 lutego 1921 został zatwierdzony z dniem 1 kwietnia 1920 w stopniu generała porucznika, „w artylerii z grupy b. Korpusów Wschodnich i b. armii rosyjskiej”. 3 maja 1922 został zweryfikowany w stopniu generała dywizji ze starszeństwem z dnia 1 czerwca 1919 w korpusie generałów.
W dniach przewrotu majowego 1926 opowiedział się po stronie J. Piłsudskiego, aresztowany przez zwolenników rządu. Zwolniony, potem faworyzowany przez piłsudczyków. Był m.in.:
- dowódcą 7 Dywizji Piechoty V – VII 1919 w powstaniu śląskim,
- dowódcą 1 Dywizji Strzelców Polskich armii Hallera VII – IX 1919, walczył na Wołyniu,
- dowódcą 13 Dywizji Piechoty, IX – XII 1919,
- dowódcą 4 Dywizji Piechoty, XII 1919 – V 1920, udział w wyprawie kijowskiej,
- dowódca Grupy Operacyjnej V – VII 1920, w wojnie polsko-bolszewickiej,
- dowódcą 4 Armii VII 1920 – II 1921, udział w bitwie o Warszawę i kontruderzeniu Wojska Polskiego w wojnie polsko-bolszewickiej, 4 Armia w walkach osiągnęła rz. Słucz na Wołyniu. Za walki odznaczony Virtuti Militari drugiej klasy,
- inspektorem Armii nr III w Toruniu, II 1921 – X 1926,
- inspektorem armii w Warszawie, X 1926 – XII 1931.

Z dniem 31 grudnia 1931 został przeniesiony w stan spoczynku.
Na emeryturze osiadł w Warszawie. Działał w stowarzyszeniach Kościoła Ewangelicko-Reformowanego w Polsce. W 1936 został wybrany przewodniczącym Synodu Kościoła. W chwili agresji ZSRR na Polskę 17 września 1939 przebywał gościnnie z żoną Natalią i płk. Rajmundem Brzozowskim u generała Stanisława Sołłohuba-Dowoyno w majątku Ziołowo w powiecie kobryńskim. 20 września gen. Sołłohub-Dowoyno został zastrzelony przez funkcjonariusza NKWD na oczach swej rodziny, a gen. Skierskiego aresztowano jak stał, nie pozwalając mu zabrać nawet płaszcza, po czym osadzono w więzieniu NKWD w Kobryniu. 15 października 1939 przewieziono go do obozu w Starobielsku, a następnie w 1940 zamordowano w siedzibie NKWD w Charkowie.

Generał Leonard Skierski był najprawdopodobniej najstarszym wiekiem polskim jeńcem zamordowanym w ramach zbrodni katyńskiej. Pochowany został w Piatichatkach, gdzie od 17 czerwca 2000 mieści się oficjalnie Cmentarz Ofiar Totalitaryzmu w Charkowie.

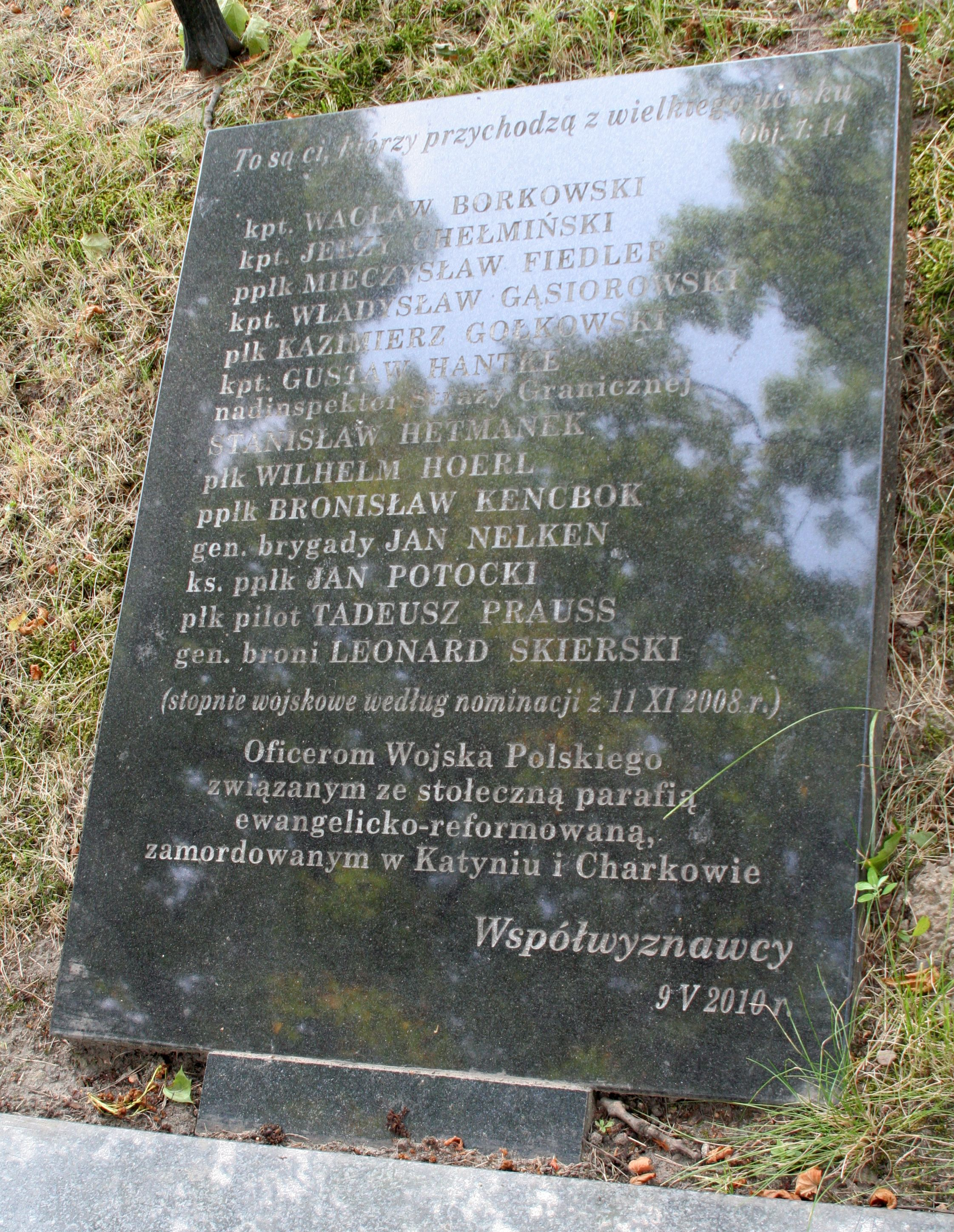
Tablica poświęcona pamięci oficerów Wojska Polskiego pomordowanych w Katyniu i Charkowie, m.in. generałowi Leonardowi Skierskiemu. Cmentarz ewangelicko-reformowany w Warszawie

Postanowieniem nr 112-48-07 Prezydenta RP Lecha Kaczyńskiego z 5 października 2007 został awansowany pośmiertnie do stopnia generała broni. Awans został ogłoszony 9 listopada 2007 w Warszawie, w trakcie uroczystości „Katyń Pamiętamy – Uczcijmy Pamięć Bohaterów”.

## Życie prywatne
Od 1908 żonaty z Natalią z d. Goryn wyznania prawosławnego. Ich małżeństwo było bezdzietne, ale Leonard adoptował jej syna z pierwszego małżeństwa Waleriana (ur. 1909)

## Ordery i odznaczenia
- Krzyż Komandorski Orderu Wojskowego Virtuti Militari nr 13 (19 grudnia 1923)[22][21][23]
- Krzyż Srebrny Orderu Wojskowego Virtuti Militari nr 81 (1921)[21][24]
- Wstęga Wielka Orderu Odrodzenia Polski (10 listopada 1938)[25]
- Krzyż Komandorski z Gwiazdą Orderu Odrodzenia Polski (7 listopada 1925)[26][27]
- Krzyż Komandorski Orderu Odrodzenia Polski (2 maja 1923)[28][29][30]
- Krzyż Walecznych (czterokrotnie, po raz pierwszy w 1921)[31][21]
- Złoty Krzyż Zasługi (17 marca 1930)[21][32]
- Medal Pamiątkowy za Wojnę 1918–1921[22]
- Odznaka Honorowa Polskiego Czerwonego Krzyża I klasy[22]
- Odznaka Pamiątkowa Generalnego Inspektora Sił Zbrojnych (12 maja 1936)
- Odznaka pamiątkowa 37 pułku piechoty Ziemi Łęczyckiej (1931)[33]
- Krzyż Wielki Orderu św. Sawy (Jugosławia, 1926)[22][34]
- Wielki Oficer Orderu św. Sawy (Jugosławia)[22]
- Wielki Oficer Orderu Lwa Białego (Czechosłowacja, 1926)[22][35]
- Wielki Oficer Orderu Legii Honorowej (Francja, 1929)[36][22]
- Komandor Orderu Legii Honorowej (Francja, 1921)[21][22][37]
- Order św. Stanisława z Mieczami I klasy (Imperium Rosyjskie, 30 kwietnia 1915)
- Order św. Stanisława II klasy (Imperium Rosyjskie, 1904)
- Order św. Anny II klasy (Imperium Rosyjskie, 1906)
- Order św. Włodzimierza z Mieczami II klasy (Imperium Rosyjskie, 26 marca 1916)
- Order św. Włodzimierza z Mieczami III klasy (Imperium Rosyjskie, dwukrotnie: 1913 i 3 stycznia 1915)

## Upamiętnienie
15 sierpnia 2014, w 94. rocznicę bitwy warszawskiej, na Cmentarzu Poległych w Bitwie Warszawskiej w Ossowie została odsłonięta tablica upamiętniająca ośmiu dowódców polskich oddziałów uczestniczących w walkach, którzy w 1940 zostali ofiarami zbrodni katyńskiej; upamiętnieni zostali gen. dyw. Stanisław Haller, gen. dyw. Henryk Minkiewicz, gen. dyw. Leonard Skierski, gen. bryg. Bronisław Bohaterewicz, gen. bryg. Kazimierz Łukoski, gen. bryg. Mieczysław Smorawiński, płk dypl. Stefan Kossecki, ppłk Wilhelm Kasprzykiewicz.